# Svenska serien i ishockey 1943/1944
Svenska serien i ishockey 1943/1944 var den nionde och sista säsongen med Svenska serien som högsta serie. Till nästa säsong gjordes högsta serien om till en tolvlagsserie i två grupper. Denna säsong vann Hammarby IF serien för sjätte gången i rad. Brynäs IF blev det första laget i högsta serien från Gävle, men kom sist och flyttades ner till nästa säsong. Med sig fick de Reymersholms IK som börjat satsa allt mer på bandyn istället för ishockeyn. Detta år utsågs också de femton första "Stora grabbarna" och man kan också notera de första försöken att bilda damlag i ishockey. Lokalpressen rapporterar att både IFK Mariefred och Strömsbro IF hade damlag.

## Poängtabeller
| Nr | Lag             | S  | V  | O | F  | GM | IM | MS  | P  |
| -- | --------------- | -- | -- | - | -- | -- | -- | --- | -- |
| 1  | Hammarby IF     | 14 | 10 | 3 | 1  | 68 | 23 | +45 | 23 |
| 2  | AIK             | 14 | 10 | 3 | 1  | 56 | 24 | +32 | 23 |
| 3  | IK Göta         | 14 | 7  | 4 | 3  | 47 | 26 | +21 | 18 |
| 4  | Nacka SK        | 14 | 7  | 0 | 7  | 38 | 37 | +1  | 14 |
| 5  | Södertälje SK   | 14 | 5  | 2 | 7  | 28 | 28 | 0   | 12 |
| 6  | Karlbergs BK    | 14 | 4  | 1 | 9  | 35 | 49 | −14 | 9  |
| 7  | Reymersholms IK | 14 | 3  | 2 | 9  | 24 | 46 | −22 | 8  |
| 8  | Brynäs IF       | 14 | 1  | 3 | 10 | 30 | 93 | −63 | 5  |